# Cephalotes decemspinosus
Cephalotes decemspinosus é uma espécie de inseto do gênero Cephalotes, pertencente à família Formicidae.